# とくテレッ!8ちゃんねる
『とくテレッ!8ちゃんねる』（とくテレッ はっちゃんねる）は、2009年4月3日から2010年3月26日まで秋田テレビで放送されていた生放送のローカル情報番組である。

## 概要
前番組『やばせ本町どまん中!〜笑顔でいこうよ〜』の内容をほぼそのまま引き継いだ番組で、「知トク!なっとく!お得なテレビ」をコンセプトにしていた。番組は、秋田県と関わりを持っている人物や物などの話題を中心に取り上げていた。稀にゲストを迎えて行うこともあった。
セットの一部にはスタッフの私物が置かれたりしていた。また、セットには壁掛けのアナログ時計が付けられていた。ただし、大館支局からの中継時にはデジタル表示の時計が置かれていた。

## コーナー
とくテレッ!ニュースランキング
秋田テレビサイト内で、1週間の間に一番注目した秋田県内のニュースのTOP5をカウントアップ方式で紹介。
とく週〜week〜
タイトルが示す通りの特集コーナーで、ニュースや話題などを番組独自の視点で紹介していた。特集内容によっては、秋田テレビ大館支局・横手支局から中継することもあった。
エコ★とも
ecoについて取り組んでいる人や団体などを特集するコーナー。
○得チェック!（まるとくチェック）
インフォマーシャルのコーナー。
知っとく!メディカル情報
『やばせ本町どまん中!』時代に実施していた「健康でけっこー」から引き続き、秋田県医師会から気になる医療についての解説を受けるコーナー。
住まいる情報あきた
『やばせ本町どまん中!』時代に実施していた「eリホーム秋田」から引き続き、住宅関連の情報を伝えていたコーナー。
とくテレッ!ピックUP
週末のイベント情報を伝えるコーナー。

## 出演者
全て秋田テレビアナウンサー。（当時含む）

### 進行
- 片桐千晶
- 管奈央子

### コーナー担当
- とくテレッ!ニュースランキング
  - 武田哲哉（※当番組の後の『AKTスーパーニュース』県内ニュースのキャスター）
  - 後藤美菜子（同上）
- とく週（主に中継）
  - 谷桐子
  - 長島瑞穂

## テーマ曲
- can't take my eyes off you （オープニングテーマ）
- 毎日がスペシャル（竹内まりや、エンディングテーマ）